# 德雷肖
德雷肖是德国梅克伦堡-前波莫瑞州的一个市镇。总面积15.51平方公里，总人口225人，其中男性133人，女性92人（2011年12月31日），人口密度15人/平方公里。